# Хаджер-Ламис (регион)
Хаджер-Ламис (на френски: Hadjer-Lamis; на арабски: منطقة هاجر لامس) е регион в Чад. Столица е град Масакори. Заема част от територията на бившата префектура Шари-Багирми. От февруари 2007 година губернатор на региона е Харун Салех.

## Единици
Регионът включва 3 департамента:
| Департамент   | Столица  | Под-префектури              |
| ------------- | -------- | --------------------------- |
| Дабаба        | Бокоро   | Бокоро, Гама, Моито         |
| Дагана        | Масакори | Карал, Масакори, Турба      |
| Хараз Ал-Биар | Масаге   | Мани, Масаге, Нджамена Фара |

По данни от 2009 година населението на региона възлиза на 566 858 души.